# Євген Місило
Євген Місило (пол. Eugeniusz Misiło; нар. 1954, Лехово, Польща) — польський історик та архівіст українського походження, директор приватного Українського Архіву у Варшаві, колишній співробітник Польської Академії Наук, член Наукового товариства імені Тараса Шевченка у Львові та Нью-Йорку.

## Біографія
Предки Євгена Місила походять з Перемищини, звідки були депортовані під час операції «Вісла» до Вармінсько-Мазурського воєводства.

## Наукова діяльність
Займається дослідженням українсько-польських відносин у XX столітті, українських національно-визвольних змагань, історією ЗУНР, діяльності ОУН і УПА, депортацій українців 1944—1947 років. Вивчає й збирає інформацію про злочини поляків проти українців під час Другої світової війни, а також депортацію українців до УРСР та операцію «Вісла».
Збирає та опрацьовує приватні архіви Дмитра Донцова, Олени Кисилевської, а також об'єднань і організацій «Просвіта», «Рідна Школа», УНР, УСС, УГА.
Упорядкував разом з Галиною Сварник архів Дмитра Донцова, який знаходиться у Національній бібліотеці у Варшаві. Це в основному матеріали редакції Літературно-наукового вісника, також його особисте листування, паспорт з часів ЗУНР.
Займається активною публіцистичною діяльністю. Регулярно друкує історичні розвідки у газеті «Наше слово».